# Giuliana Olmos
Giuliana Marion Olmos Dick (Schwarzach im Pongau, Àustria, 4 de març de 1993) és una tennista professional mexicana, nascuda a Àustria però formada als Estats Units. Es va especialitzar en la modalitat de dobles.
En el seu palmarès hi ha cinc títols de dobles femenins que li van permetre ocupar el sisè lloc del rànquing mundial de dobles. Va esdevenir la primera tennista mexicana en disputar una final del circuit WTA en l'Era Open, i posteriorment també la primera en guanyar un títol, la primera en entrar al Top 10 del rànquing WTA, i la primera en disputar una final de Grand Slam, tot i que en dobles mixts. Ha format part de l'equip mexicà de la Billie Jean King Cup en diverses ocasions, disputant tan partits individuals com de dobles.

## Biografia
Filla de Roman i Marion Olmos, pare mexicà i mare austríaca-mexicana, va néixer a la ciutat austríaca de Schwarzach im Pongau. La família es va traslladar a la ciutat californiana de Fremont quan ella tenia dos anys. Té dues germanes més petites anomenades Zoe i Sarah. Té triple nacionalitat: mexicana, austríaca i estatunidenca. Va estudiar relacions internacionals a la Universitat del Sud de Califòrnia, i va participar en dues edicions de les Universíades (2013 i 2015).
Va començar a jugar tennis amb quatre anys però no va ser fins als onze que va decidir entrenar seriosament. Va començar a jugar a tennis sota bandera estatunidenca perquè és on havia crescut, però als setze anys va decidir representar Mèxic.

## Torneigs de Grand Slam

### Dobles mixts: 2 (0−2)
| Resultat  | Núm. | Any  | Torneig   | Parella           | Oponents                       | Marcador |
| --------- | ---- | ---- | --------- | ----------------- | ------------------------------ | -------- |
| Finalista | 1.   | 2021 | US Open   | Marcelo Arévalo   | Desirae Krawczyk Joe Salisbury | 5−7, 2−6 |
| Finalista | 2.   | 2024 | Wimbledon | Santiago González | Hsieh Su-wei Jan Zieliński     | 4−6, 2−6 |

## Palmarès

### Dobles femenins: 18 (7−11)
| 2009 − 2020             | Després de 2021 |
| ----------------------- | --------------- |
| Grand Slam (0−0)        |                 |
| WTA Finals (0−0)        |                 |
| Premier Mandatory (0−0) | WTA 1000 (2−2)  |
| Premier 5 (0−0)         | WTA 1000 (2−2)  |
| Premier (0−0)           | WTA 500 (1−4)   |
| International (2−3)     | WTA 250 (2−2)   |

| Títols per superfície |
| --------------------- |
| Dura (4−7)            |
| Gespa (1−0)           |
| Terra batuda (2−4)    |

| Resultat   | Núm. | Data                   | Torneig                  | Superfície       | Parella                  | Oponents                                       | Marcador            |
| ---------- | ---- | ---------------------- | ------------------------ | ---------------- | ------------------------ | ---------------------------------------------- | ------------------- |
| Finalista  | 1.   | 8 d'abril de 2018      | Monterrey, Mèxic         | Dura             | Desirae Krawczyk         | Naomi Broady S. Sorribes Tormo                 | 6−3, 4−6, [8−10]    |
| Finalista  | 2.   | 2 de març de 2019      | Acapulco, Mèxic          | Dura             | Desirae Krawczyk         | Viktória Azàrenka Zheng Saisai                 | 1−6, 2−6            |
| Guanyadora | 1.   | 16 de juny de 2019     | Nottingham, Regne Unit   | Gespa            | Desirae Krawczyk         | Ellen Perez Anastassia Rodiónova               | 7−6(5), 7−5         |
| Finalista  | 3.   | 21 de setembre de 2019 | Canton, Xina             | Dura             | Alexa Guarachi           | Peng Shuai Laura Siegemund                     | 2−6, 1−6            |
| Guanyadora | 2.   | 29 de febrer de 2020   | Acapulco                 | Dura             | Desirae Krawczyk         | Katerina Bondarenko Sharon Fichman             | 6−3, 7−6(5)         |
| Finalista  | 4.   | 13 de març de 2021     | Guadalajara, Mèxic       | Dura             | Desirae Krawczyk         | Ellen Perez Astra Sharma                       | 4−6, 4−6            |
| Guanyadora | 3.   | 16 de maig de 2021     | Roma, Itàlia             | Terra batuda     | Sharon Fichman           | Kristina Mladenovic Markéta Vondroušová        | 4−6, 7−5, [10−5]    |
| Guanyadora | 4.   | 7 de maig de 2022      | Madrid, Espanya          | Terra batuda     | Gabriela Dabrowski       | Desirae Krawczyk Demi Schuurs                  | 7−6(1), 5−7, [10−7] |
| Finalista  | 5.   | 15 de maig de 2022     | Roma                     | Terra batuda     | Gabriela Dabrowski       | Veronika Kudermétova Anastassia Pavliutxénkova | 6−1, 4−6, [7−10]    |
| Guanyadora | 5.   | 25 de setembre de 2022 | Tòquio, Japó             | Dura             | Gabriela Dabrowski       | N. Melichar-Martinez Ellen Perez               | 6−4, 6−4            |
| Finalista  | 6.   | 16 d'octubre de 2022   | San Diego, Estats Units  | Dura             | Gabriela Dabrowski       | Coco Gauff Jessica Pegula                      | 6−1, 5−7, [4−10]    |
| Finalista  | 7.   | 9 d'abril de 2023      | Charleston, Estats Units | Terra batuda     | Ena Shibahara            | Danielle Collins Desirae Krawczyk              | 6−0, 4−6, [12−14]   |
| Finalista  | 8.   | 23 d'abril de 2023     | Stuttgart, Alemanya      | Terra batuda (i) | Nicole Melichar-Martinez | Desirae Krawczyk Demi Schuurs                  | 4−6, 1−6            |
| Finalista  | 9.   | 27 de maig de 2023     | Estrasburg, França       | Terra batuda     | Desirae Krawczyk         | Xu Yifan Yang Zhaoxuan                         | 3−6, 2−6            |
| Finalista  | 10.  | 8 d'octubre de 2023    | Pequín, Xina             | Dura             | Chan Hao-ching           | Marie Bouzková S. Sorribes Tormo               | 6−3, 0−6, [4−10]    |
| Guanyadora | 6.   | 13 de gener de 2024    | Hobart, Austràlia        | Dura             | Chan Hao-ching           | Guo Hanyu Jiang Xinyu                          | 6−3, 6−3            |
| Finalista  | 11.  | 24 d'agost de 2024     | Monterrey (2)            | Dura             | Alexandra Panova         | Guo Hanyu Monica Niculescu                     | 6−3, 3−6, [4−10]    |
| Guanyadora | 7.   | 2 de febrer de 2025    | Singapur, Singapur       | Dura (i)         | Desirae Krawczyk         | Wang Xinyu Zheng Saisai                        | 7−5, 6−0            |

### Dobles mixts: 2 (0−2)
| Resultat  | Núm. | Data                   | Torneig               | Superfície | Parella           | Oponents                       | Marcador |
| --------- | ---- | ---------------------- | --------------------- | ---------- | ----------------- | ------------------------------ | -------- |
| Finalista | 1.   | 12 de setembre de 2021 | US Open, Estats Units | Dura       | Marcelo Arévalo   | Desirae Krawczyk Joe Salisbury | 5−7, 2−6 |
| Finalista | 2.   | 14 de juliol de 2024   | Wimbledon, Regne Unit | Gespa      | Santiago González | Hsieh Su-wei Jan Zieliński     | 4−6, 2−6 |

## Trajectòria

### Dobles femenins
| Open d'Austràlia | A           | A           | A           | A           | QF    | 2R    | 3R | 2R | 0 / 4    | 7 – 4    |
| Roland Garros | A           | A           | 1R          | 2R          | 3R    | 3R    | 3R |    | 0 / 5    | 6 – 5    |
| Wimbledon | A           | 1R          | 2R          | NC          | 3R    | 3R    | 1R |    | 0 / 5    | 4 – 4    |
| US Open | A           | A           | 1R          | 1R          | 1R    | QF    | 2R |    | 0 / 5    | 4 – 5    |
| Jocs Olímpics | No celebrat | No celebrat | No celebrat | No celebrat | 1R    | NC    | NC |    | 0 / 1    | 0 – 1    |
| WTA Finals | A           | A           | A           | NC          | RR    | RR    |    |    | 0 / 2    | 1 – 5    |
| Total Victòries−Derrotes                                                                                                   | 3−6         | 10−11       | 17−12       | 12−9        | 25−19 | 39−22 |    |    | 109 – 85 | 109 – 85 |
| Rànquing a final d'any | 101         | 85          | 74          | 61          | 18    | 8     |    |    |          |          |
| Llegenda: G: Guanyadora; F: Finalista; SF: Semifinalista; QF: Quarts de final; Q: Qualificació; A: Absent; RR: Round Robin |             |             |             |             |       |       |    |    |          |          |

### Dobles mixts
| Open d'Austràlia | A   | 2R  | 3R  | 1R | 0 / 3   | 2 – 3   |
| Roland Garros | SF  | 1R  | 2R  |    | 0 / 3   | 3 – 2   |
| Wimbledon | 1R  | 1R  | 1R  |    | 0 / 3   | 0 – 3   |
| US Open | F   | 1R  | 2R  |    | 0 / 3   | 5 – 3   |
| Total Victòries−Derrotes                                                                                                   | 6−2 | 1−4 | 4−4 |    | 13 – 12 | 13 – 12 |
| Llegenda: G: Guanyadora; F: Finalista; SF: Semifinalista; QF: Quarts de final; Q: Qualificació; A: Absent; RR: Round Robin |     |     |     |    |         |         |